# لری گروسمن
لری گروسمن (انگلیسی: Larry Grossman؛ زادهٔ ۳ سپتامبر ۱۹۳۸) آهنگساز اهل ایالات متحده آمریکا است. وی همچنین برندهٔ جوایزی همچون جوایز امی ساعات پربیننده شده‌است.